# Босев, Асен
Асен Иванов Босев (болг. Асен Иванов Босев; 22 ноября 1913, с. Руска-Бела (ныне Врачанской области Болгарии) — 24 апреля 1997, София) — болгарский прозаик и поэт, журналист, переводчик. Автор многих книг для детей и юношества.
Заслуженный деятель культуры НРБ (1965), Народный деятель культуры Болгарии (1972). Лауреат Димитровской премии (1950).

## Биография
Учился в родном селе и в педагогическом училище г. Берковица. Некоторое время учительствовал, затем переехал в Софию. Изучал дипломатию в Свободном университете (ныне Университет национального и мирового хозяйства) и право в Софийском университете. Как журналист, сотрудничал с изданиями «Заря», «Росица», «Детски глас». Публиковал статьи в «Светулка», «Детска радост» и др.
Член БКП. В 1941 году был арестован и заключен в концлагере «Еникьой» в Ксанти,на оккупированной болгарами территории Греции. Позже был интернирован в лагерь «Св. Врач» в г. Сандански. Вышел на свободу в 1944 г.
Один из основателей и редактор газеты «Септемврийче» (1945—1952). В 1953—1955 — советник по культуре болгарского посольства в Москве.
В 1961—1965 гг. — редактор газеты «Шершень» («Стършел»). Член Союза болгарских писателей. 
Инициатор создания Дома литературы и искусства для детей и юношества в София и первый его директор. Один из основателей и первый президент болгарской секции Международного совета по детским книгам комитета ЮНЕСКО.
Автор слов гимна «Пейте в светлата родина» Димитровской пионерской организации «Септемврийче».
Переводил с русского на болгарский язык произведения для детей Льва Толстого, Корнея Чуковского, Сергея Михалкова, Агнии Барто.
Лауреат премии имени Х. К. Андерсена (1986). Внесен в Почётный Андерсеновский список.
Советская русская поэтесса Е. Я. Тараховская перевела бо́льшую часть поэзии Босева на русский язык.

## Избранные произведения
- «Млад юнак-здравеняк» (1948)
- «Не правете като тях, да не станете за смях» (1953)
- «Чудо нечувано» (1959)
- «Шейничка с парашут» (1964)
- «Хитър Петърчо» (1970)
- «Книжко моя, сладкодумна» (1970)
- «Една торбичка смешки» (1976)
- «От все сърце» (1988)
- «Гатанки, премятанки и занималки» (1996)